# Escala de tempo geológico

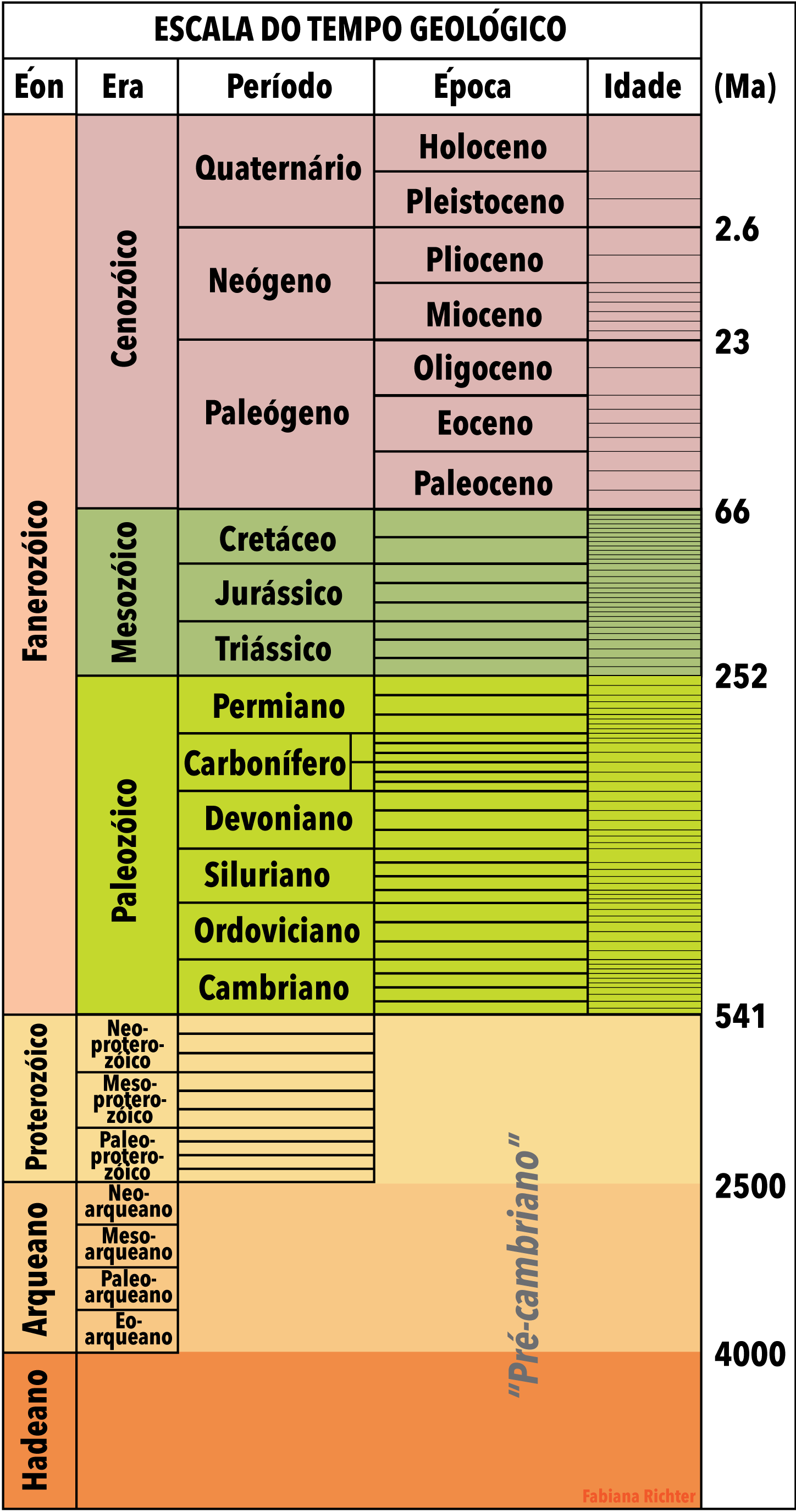
Escala do tempo geológico simplificada, mostrando todos os éons e eras; os períodos da eras Paleozóica, Mesozóica e Cenozóica; e as épocas dos períodos Paleógeno, Neógeno e Quaternário. Os demais períodos, épocas e idades não estão nomeados, mas seus limites estão visíveis.

A escala de tempo geológico (ETG, em português; ou GTS, em inglês: geologic time scale e geological time scale) é a representação temporal, com base no registro rochoso da Terra. É um sistema de datação cronológica que usa cronostratigrafia (o processo de relacionar estratos ao tempo) e geocronologia (um ramo científico da geologia que visa determinar a idade das rochas). É usado principalmente por cientistas da Terra (incluindo geólogos, paleontólogo, geofísicos, geoquímicos e paleoclimatologistas) para descrever o tempo e as relações de eventos na história geológica. A escala de tempo foi desenvolvida por meio do estudo de camadas de rochas e da observação de suas relações e identificação de características como litologias, propriedades paleomagnéticas e fósseis. A definição de unidades internacionais padronizadas de tempo geológico é da responsabilidade da Comissão Internacional sobre Estratigrafia (CIE em português ou ICS em inglês), um órgão constituinte da União Internacional de Ciências Geológicas (UICG em português ou IUGS em inglês), cujo objetivo principal é definir com precisão as unidades cronostratigráficas globais da Carta Cronostratigráfica Internacional (CCI em português ou ICC em inglês), que são usadas para definir divisões do tempo geológico. As divisões cronoestratigráficas são, por sua vez, usadas para definir unidades geocronológicas.

## Princípios

Representação em formato de relógio mostrando algumas unidades geológicas e alguns eventos da história da Terra.

A escala de tempo geológico é uma forma de representar o tempo profundo com base em eventos que ocorreram ao longo da história da Terra, um intervalo de tempo de cerca de 4,54 ± 0,05 Ga (4,54 bilhões de anos). Organiza cronologicamente os estratos e, posteriormente, o tempo, observando mudanças fundamentais na estratigrafia que correspondem a grandes eventos geológicos ou paleontológicos. Por exemplo, o evento de extinção do Cretáceo-Paleogeno marca o limite inferior do sistema/período Paleogeno, e portanto, a fronteira entre os sistemas/períodos Cretáceo e Paleogeno. Para divisões anteriores ao Criogênico, definições de limites numéricos arbitrários (Idades Estratigráficas do Padrão Global, IEPGs em português ou GSSAs em inglês) são usadas para dividir o tempo geológico. Propostas foram feitas para melhor conciliar essas divisões com o registro rochoso.
Historicamente, escalas de tempo geológicas regionais foram usadas devido às diferenças lito- e bioestratigráficas ao redor do mundo em rochas equivalentes no tempo. O CIE tem trabalhado há muito tempo para reconciliar terminologia conflitante, padronizando horizontes estratigráficos globalmente significativos e identificáveis que podem ser usados para definir os limites inferiores das unidades cronoestratigráficas. Definir unidades cronoestratigráficas dessa maneira permite o uso de uma nomenclatura global e padronizada. A Carta Cronoestratigráfica Internacional representa esse esforço contínuo.
Vários princípios-chave são usados para determinar as relações relativas das rochas e, portanto, sua posição cronoestratigráfica.
O Princípio da superposição que afirma que em sequências estratigráficas indeformadas, os estratos mais antigos ficarão na parte inferior da sequência, enquanto o material mais novo se acumula na superfície. Na prática, isto significa que uma rocha mais jovem ficará sobre uma rocha mais antiga, a menos que haja evidências que sugiram o contrário.
O princípio da horizontalidade original que afirma que camadas de sedimentos serão originalmente depositadas horizontalmente sob a ação da gravidade. No entanto, sabe-se agora que nem todas as camadas sedimentares são depositadas puramente horizontalmente, mas este princípio ainda é um conceito útil.
O princípio da continuidade lateral que afirma que camadas de sedimentos se estendem lateralmente em todas as direções até se tornarem mais finas ou serem cortadas por uma camada rochosa diferente, ou seja, são lateralmente contínuas. As camadas não se estendem indefinidamente; seus limites são controlados pela quantidade e tipo de sedimento em uma bacia sedimentar e pela geometria dessa bacia.
O princípio das relações de corte que afirma que uma rocha que corta outra rocha deve ser mais jovem do que a rocha que corta.
A lei dos fragmentos incluídos, que afirma que pequenos fragmentos de um tipo de rocha que estão incrustados em um segundo tipo de rocha devem ter se formado primeiro e foram incluídos quando a segunda rocha estava se formando.
As relações de discordâncias que são características geológicas que representam uma lacuna no registro geológico. As inconformidades são formadas durante períodos de erosão ou não deposição, indicando deposição não contínua de sedimentos. Observar o tipo e as relações das discordâncias nos estratos permite ao geólogo compreender o tempo relativo dos estratos.
O princípio da sucessão faunística (quando aplicável) que afirma que os estratos rochosos contêm conjuntos distintos de fósseis que se sucedem verticalmente em uma ordem específica e confiável. Isto permite uma correlação de estratos mesmo quando o horizonte entre eles não é contínuo.

## Divisões do tempo geológico

A escala de tempo geológico, proporcionalmente representada como uma espiral-log com alguns eventos importantes na história da Terra. Um mega-annum (Ma) representa um milhão (10^{6}) anos.

A escala de tempo geológico é dividida em unidades geocronológicas e suas correspondentes unidadescronostratigráficas.
- Um éon é a maior unidade de tempo geocronológico e é equivalente a um éonotema cronostratigráfico.[13] Existem quatro éons formalmente definidos.[2] A atual éon é o Fanerozoico.
- Uma era é a segunda maior unidade de tempo geocronológica e equivale a um eratema cronostratigráfico. Existem 10 eras formalmente definidas em todos éons, com exceção do Hadeano.[2] A atual era é o Cenozoico.
- Um período é a terceira unidade de tempo geocronológica é equivale a um sistema cronostratigráfico.[13][14] Existem 22 períodos formalmente definidos,[2] com exceção de dois subperíodos, que são usados para o Carbonífero.[2] O atual período é o Quaternário.
- Uma época é a segunda menor unidade geocronológica. É equivalente a uma série cronostratigráfica.[13][14] Existem 37 épocas definidas e uma informal.[2] Existem também 11 subépocas, todas dentro do Neogeno e do Quaternário.[2] O uso de subépocas como unidades formais na cronostratigrafia internacional foi ratificado em 2022.[15] A época atual é o Holoceno.
- Uma idade é a menor unidade geocronológica hierárquica. É equivalente a um andar cronostratigráfico.[13][14] Existem 96 idades formais e cinco informais.[2] A idade atual é o Megalaiano.
- Uma cron é uma unidade de geocronológica formal não hierárquica de classificação não especificada e é equivalente a uma cronozona cronostratigráfica.[13] Estes se correlacionam com unidades magnetoestratigráficas, litoestratigráficas ou bioestratigráficas, pois são baseados em unidades estratigráficas ou características geológicas previamente definidas.

| Unidade cronostratigráfica (corpos rochosos) | Unidade geocronológica (tempo) | Intervalo de tempo                                        |
| -------------------------------------------- | ------------------------------ | --------------------------------------------------------- |
| Éonotema                                     | Éon                            | Várias centenas de milhões de anos a dois bilhões de anos |
| Eratema                                      | Era                            | Dezenas a centenas de milhões de anos                     |
| Sistema                                      | Período                        | Milhões de anos a dezenas de milhões de anos              |
| Série                                        | Época                          | Centenas de milhares de anos a dezenas de milhões de anos |
| Subsérie                                     | Subépoca                       | Milhares de anos a milhões de anos                        |
| Andar                                        | Idade                          | Milhares de anos a milhões de anos                        |
| Cronozona                                    | Cron                           | Centenas de anos a milhares de anos                       |

As subdivisões Inicial e Tardio são usadas como equivalentes geocronológicos do cronostratigráfico Inferior e Superior, por exemplo, período Triássico Inferior (unidade geocronológica) é usado no lugar do sistema Triássico Inferior (unidade cronostratigráfica).
As rochas que representam uma determinada unidade cronostratigráfica são essa unidade cronostratigráfica, e o momento em que foram depositadas é a unidade geocronológica, por exemplo, as rochas que representam o sistema Siluriano são o Sistema Siluriano e foram depositadas durante o período Siluriano. Esta definição significa que a idade numérica de uma unidade geocronológica pode ser alterada (e está mais frequentemente sujeita a alterações) quando refinada pela geocronometria, enquanto a unidade cronostratigráfica equivalente (cuja revisão é menos frequente) permanece inalterada. Por exemplo, no início de 2022, a fronteira entre os períodos Ediacarano e Cambriano (unidades geocronológicas) foi revista de 541 Ma para 538.8 Ma, mas a definição rochosa da fronteira (GSSP) na base do Cambriano, e portanto, a fronteira entre os sistemas Ediacarano e Cambriano (unidades cronoestratigráficas) não foi alterada; em vez disso, a idade absoluta foi apenas refinada.

### Terminologia
A cronostratigrafia é o elemento da estratigrafia que trata da relação entre os corpos rochosos e a medição relativa do tempo geológico. É o processo em que estratos distintos entre horizontes estratigráficos definidos são atribuídos para representar um intervalo relativo de tempo geológico.
Uma Unidades cronoestratigráficas é um corpo rochoso, em camadas ou não, definido entre horizontes estratigráficos especificados que representam intervalos específicos de tempo geológico. Eles incluem todas as rochas representativas de um intervalo específico de tempo geológico, e apenas deste intervalo de tempo. Éonotema, Eratema, sistema, série, subsérie, andar e subandar são as unidades cronostratigráficas hierárquicas.
Uma Unidades geocronológicas é uma subdivisão do tempo geológico. É uma representação numérica de uma propriedade intangível (tempo). Essas unidades são organizadas em uma hierarquia: éon, era, período, época, subépoca, idade e subidade. Geocronologia é o ramo científico da geologia que visa determinar a idade de rochas, fósseis e sedimentos por meio de meios absolutos (por exemplo, datação radiométrica) ou relativos (por exemplo, posição estratigráfica, paleomagnetismo, razões de isótopos estáveis). Geocronometria é o campo da geocronologia que quantifica numericamente o tempo geológico.
Uma Seção e Ponto de Estratotipo de Limite Global (SPEG em português ou GSSP em inglês) é um ponto de referência acordado internacionalmente em uma seção estratigráfica que define os limites inferiores dos estágios na escala de tempo geológico. (Recentemente, isso tem sido usado para definir a base de um sistema)
Uma Idade Estratigráfica do Padrão Global (IEPG em português ou GSSA em inglês) é um ponto de referência cronológico apenas numérico usado para definir a base das unidades geocronológicas anteriores ao Criogênico. Esses pontos são definidos arbitrariamente. Eles são usados onde os GSSPs ainda não foram estabelecidos. Estão em andamento pesquisas para definir GSSPs para a base de todas as unidades atualmente definidas por GSSAs.
As unidades internacionais padrão da escala de tempo geológico são publicadas pela Comissão Internacional sobre Estratigrafia na Carta Cronostratigráfica Internacional; no entanto, os termos regionais ainda são utilizados em algumas áreas. Os valores numéricos na Carta Cronostratigráfica Internacional são representados pela unidade Ma (megaannum, para "milhões de anos"). Por exemplo, 201.4 ± 0,2 Ma, o limite inferior do período Jurássico, é definido como 201.400.000 anos com uma incerteza de 200.000 anos. Outras unidades de prefixo SI comumente usadas por geólogos são Ga (gigaannum, "bilhão de anos") e ka (quiloannum, "mil anos"), sendo este último frequentemente representado em unidades calibradas (antes do presente).

## Etimologia do tempo geológico
Os nomes das unidades de tempo geológico são definidos para unidades cronostratigráficas com a unidade geocronológica correspondente compartilhando o mesmo nome com uma mudança no sufixo (por exemplo, Éonotema Fanerozoico torna-se o Éon Fanerozoico). Os nomes dos eratemas no Fanerozoico foram escolhidos para refletir as principais mudanças na história da vida na Terra: Paleozoico (vida antiga), Mesozoico (vida média) e Cenozoico (vida nova). Os nomes dos sistemas são de origem diversa, com alguns indicando posição cronológica (por exemplo, Paleogeno), enquanto outros são nomeados por litologia (por exemplo, Cretáceo), geografia (por exemplo, Permiano) ou são de origem tribal (por exemplo, Ordoviciano). A maioria das séries e subséries atualmente reconhecidas são nomeadas de acordo com sua posição dentro de um sistema/série (inicial/intermediário/tardio); no entanto, a Comissão Internacional de Estratigrafia defende que todas as novas séries e subséries sejam nomeadas de acordo com uma característica geográfica nas proximidades de seu estratotipo ou tipo de localidade. O nome das etapas também deve ser derivado de uma característica geográfica no local.
Informalmente, o período anterior ao Cambriano é frequentemente referido como Pré-Cambriano ou Precâmbrico (Superéon).
| Nome         | Intervalo de tempo                  | Duração (milhões de anos) | Etimologia do nome                                                                                       |
| ------------ | ----------------------------------- | ------------------------- | --- |
| Fanerozoico  | 541 a 0 milhões de anos atrás       | 541                       | Vem do grego φανερός (phanerós) 'visível' ou 'abundante' e ζωή (zoē) 'vida'.                             |
| Proterozoico | 2 500 a 541 milhões de anos atrás   | 1959                      | Vem do grego πρότερος (próteros) 'antigo' ou 'anterior' e ζωή (zoē) 'vida'.                              |
| Arqueano     | 4 000 a 2 500 milhões de anos atrás | 1500                      | Vem do grego ἀρχή (archē) 'início, origem'.                                                              |
| Hadeano      | 4 600 a 4 000 milhões de anos atrás | 600                       | Vem do grego Hades, em grego clássico: ᾍδης, o deus do submundo (tártaro, o inferno) em mitologia grega. |

| Nome              | Intervalo de tempo                  | Duração (milhões de anos) | Etimologia do nome                                                                                          |
| ----------------- | ----------------------------------- | ------------------------- | --- |
| Cenozoico         | 66 a 0 milhões de anos atrás        | 66                        | Vem do grego καινός (kainós) 'novo' e ζωή (zōḗ) 'vida'.                                                     |
| Mesozoico         | 252,2 a 66 milhões de anos atrás    | 186.17                    | Vem do grego μέσο (méso) 'médio' e ζωή (zōḗ) 'vida'.                                                        |
| Paleozoico        | 541 a 252,2 milhões de anos atrás   | 288.83                    | Vem do grego παλιός (palaiós) 'antigo' e ζωή (zōḗ) 'vida'.                                                  |
| Neoproterozoico   | 1 000 a 541 milhões de anos atrás   | 459                       | Vem do grego νέος (néos) 'novo' ou 'jovem', πρότερος (próteros) 'antigo' ou 'anterior', e ζωή (zōḗ) 'vida'. |
| Mesoproterozoico  | 1 600 a 1 000 milhões de anos atrás | 600                       | Vem do grego μέσο (méso) 'médio', πρότερος (próteros) 'antigo' ou 'anterior', e ζωή (zōḗ) 'vida'.           |
| Paleoproterozoico | 2 500 a 1 600 milhões de anos atrás | 900                       | Vem do grego παλιός (palaiós) 'velho', πρότερος (próteros) 'antigo' ou 'anterior', e ζωή (zōḗ) 'vida'.      |
| Neoarqueano       | 2 800 a 2 500 milhões de anos atrás | 300                       | Vem do grego νέος (néos) 'novo' ou 'jovem' e ἀρχαῖος (arkhaîos) 'antigo'.                                   |
| Mesoarqueano      | 3 200 a 2 800 milhões de anos atrás | 400                       | Vem do grego μέσο (méso) 'médio' e ἀρχαῖος (arkhaîos) 'antigo'.                                             |
| Paleoarqueano     | 3 600 a 3 200 milhões de anos atrás | 400                       | Vem do grego παλιός (palaiós) 'velho' e ἀρχαῖος (arkhaîos) 'antigo'.                                        |
| Eoarqueano        | 4 000 a 3 600 milhões de anos atrás | 400                       | Vem do grego ἠώς (ēōs) 'alvorecer' e ἀρχαῖος (arkhaîos) 'antigo'.                                           |

| Nome        | Intervalo de tempo                  | Duração (milhões de anos) | Etimologia do nome |
| ----------- | ----------------------------------- | ------------------------- | --- |
| Quaternário | 2,6 a 0 milhões de anos atrás       | 2.58                      | Introduzido pela primeira vez por Jules Desnoyers em 1829 para sedimentos na bacia do Sena da França que pareciam ser mais jovens que das rochas do Terciário.                                             |
| Neogeno     | 23 a 2,6 milhões de anos atrás      | 20.45                     | Derivado do grego νέος (néos) 'novo' e γενεά (geneá) 'gênesis' ou 'início'. |
| Paleogeno   | 66 a 23 milhões de anos atrás       | 42.97                     | Derivado do grego παλιός (palaiós) 'velho' e γενεά (geneá) 'gênesis' ou 'início'. |
| Cretáceo    | ~145 a 66 milhões de anos atrás     | ~79                       | Derivado para Terrain Crétacé usado em 1822 por Jean d'Omalius d'Halloy em referência a extensos leitos de giz dentro da Bacia de Paris. Em última análise, derivado do latim crēta 'giz'.                 |
| Jurássico   | 201,3 a 145 milhões de anos atrás   | ~56.3                     | Nomeado após as Montanhas Jura. Originalmente usado por Alexander von Humboldt como 'Jura Kalkstein' (calcário de Jura) em 1799. Alexandre Brongniart foi o primeiro a publicar o termo Jurássico em 1829. |
| Triássico   | 252,2 a 201,3 milhões de anos atrás | 50.87                     | Das Trias de Friedrich August von Alberti em referência a um trio de formações difundidas no sul da Alemanha.                                                                                              |
| Permiano    | 298,9 a 252,2 milhões de anos atrás | 46.73                     | Nomeado em homenagem à região histórica de Perm, Império Russo. |
| Carbonífero | 358,9 a 298,9 milhões de anos atrás | 60                        | Significa 'carvão', vem do latim carbō (carvão) e ferō (suportar, carregar). |
| Devoniano   | 419,2 a 358,9 milhões de anos atrás | 60.3                      | Nomeado em homenagem a Devon, Inglaterra. |
| Siluriano   | 443,8 a 419,2 milhões de anos atrás | 24.6                      | Nomeado em homenagem à tribo celta, Siluros. |
| Ordoviciano | 485,4 a 443,8 milhões de anos atrás | 41.6                      | Nomeado após a tribo celta, Ordovicos. |
| Cambriano   | 541 a 485,4 milhões de anos atrás   | 55.6                      | Nomeado em homenagem a Cambria, uma forma latina do nome galês para País de Gales, Cymru. |
| Ediacarano  | 635 a 541 milhões de anos atrás     | ~94                       | Nomeado em homenagem às Depósito de Ediacara. Ediacara é possivelmente uma corruptela de Kuyani 'Yata Takarra' ('terreno duro ou pedregoso').                                                              |
| Criogênico  | 720 a 635 milhões de anos atrás     | ~85                       | Vem do grego κρύος (krýos) 'frio' e γένεσις (gênesis) 'início'. |
| Tônico      | 1 000 a 720 milhões de anos atrás   | ~280                      | Vem do grego τόνος (tónos) 'alongamento'. |
| Estênico    | 1 200 a 1 000 milhões de anos atrás | 200                       | Vem do grego στενός (stenós) 'estreito'. |
| Ectásico    | 1 400 a 1 200 milhões de anos atrás | 200                       | Vem do grego ἔκτᾰσῐς (éktasis) 'extensível'. |
| Calímico    | 1 600 a 1 400 milhões de anos atrás | 200                       | Vem do grego κάλυμμᾰ (kálumma) 'cobertura'. |
| Estatérico  | 1 800 a 1 600 milhões de anos atrás | 200                       | Vem do grego σταθερός (statherós) 'estável'. |
| Orosírico   | 2 050 a 1 800 milhões de anos atrás | 250                       | Vem do grego ὀροσειρά (oroseirá) 'cadeia de montalhas'. |
| Riácico     | 2 300 a 2 050 milhões de anos atrás | 250                       | Vem do grego ῥύαξ (rhýax) 'fluxo de lava'. |
| Sidérico    | 2 500 a 2 300 milhões de anos atrás | 200                       | Vem do grego σίδηρος (sídēros) 'ferro'. |

| Nome                         | Intervalo de tempo                   | Duração (milhões de anos) | Etimologia do nome |
| ---------------------------- | ------------------------------------ | ------------------------- | --- |
| Holoceno                     | 0,012 a 0 milhões de anos atrás      | 0.0117                    | Vem do grego ὅλος (hólos) 'todo' e καινός (kainós) 'novo' |
| Pleistoceno                  | 2,58 a 0,012 milhões de anos atrás   | 2.5683                    | Cunhado no início da década de 1830 do grego πλεῖστος (pleîstos) 'mais' e καινός (kainós) 'novo'                                                                      |
| Plioceno                     | 5,33 a 2,58 milhões de anos atrás    | 2.753                     | Cunhado no início da década de 1830 a partir do grego πλείων (pleíōn) 'mais' e καινός (kainós) 'novo'                                                                 |
| Mioceno                      | 23,03 a 5,33 milhões de anos atrás   | 17.697                    | Cunhado no início da década de 1830 a partir do grego μείων (meíōn) 'menos' e καινός (kainós) 'novo'                                                                  |
| Oligoceno                    | 33,9 a 23,03 milhões de anos atrás   | 10.87                     | Cunhado na década de 1850 a partir do grego ὀλίγος (olígos) 'poucos' e καινός (kainós) 'novo'                                                                         |
| Eoceno                       | 56 a 33,9 milhões de anos atrás      | 22.1                      | Cunhado no início da década de 1830 a partir do grego ἠώς (ēōs) 'amanhecer' e καινός (kainós) 'novo', referindo-se ao amanhecer da vida moderna durante esta época    |
| Paleoceno                    | 66 a 56 milhões de anos atrás        | 10                        | Cunhado pelo Wilhelm Philippe Schimper em 1874, como uma junção de paleo- + Eoceno, mas superficialmente do grego παλαιός (palaios) 'antigo' e καινός (kainós) 'novo' |
| Cretáceo Superior            | 100,5 a 66 milhões de anos atrás     | 34.5                      | Veja Cretáceo |
| Cretáceo Inferior            | 145 a 100,5 milhões de anos atrás    | 44.5                      | Veja Cretáceo |
| Jurássico Superior           | 163,5 a 145 milhões de anos atrás    | 18.5                      | Veja Jurássico |
| Jurássico Médio              | 174,1 a 163,5 milhões de anos atrás  | 10.6                      | Veja Jurássico |
| Jurássico Inferior           | 201,3 a 174,1 milhões de anos atrás  | 27.2                      | Veja Jurássico |
| Triássico Superior           | 237 a 201,3 milhões de anos atrás    | 35.7                      | Veja Triássico |
| Triássico Médio              | 247,2 a 237 milhões de anos atrás    | 10.2                      | Veja Triássico |
| Triássico Inferior           | 252,17 a 247,2 milhões de anos atrás | 4.97                      | Veja Triássico |
| Lopinguiano                  | 259,8 a 252,17 milhões de anos atrás | 7.63                      | Nomeado em homenagem a Leping, China, uma anglicização do mandarim 乐平 (lèpíng) 'música pacífica'                                                                    |
| Guadalupiano                 | 272,3 a 268,8 milhões de anos atrás  | 3.5                       | Nomeado em homenagem às Montanhas Guadalupe do sudoeste americano, em última análise, do árabe وَادِي ٱل (wādī al) 'vale do' e do latim lupus 'lobo', igual ao espanhol |
| Cisuraliano                  | 298,9 a 272,3 milhões de anos atrás  | 26.6                      | Vem do latimcis- (antes) + russo Урал (Ural), referindo-se às encostas ocidentais dos Montes Urais                                                                    |
| Pensilvânico                 | 323,2 a 298,9 milhões de anos atrás  | 24.3                      | Nomeado em homenagem ao estado americano da Pensilvânia, de William Penn + latim silvanus (floresta) + -ia por analogia à Transilvânia                                |
| Mississípico                 | 358,9 a 323,2 milhões de anos atrás  | 35.7                      | Nomeado em homenagem ao Rio Mississippi, de ojibwe ᒥᐦᓯᓰᐱ (misi-ziibi) 'grande rio'                                                                                    |
| Devoniano Superior           | 382,7 a 358,9 milhões de anos atrás  | 23.8                      | Veja Devoniano |
| Devoniano Médio              | 393,3 a 382,7 milhões de anos atrás  | 10.6                      | Veja Devoniano |
| Devoniano Inferior           | 419,2 a 393,3 milhões de anos atrás  | 25.9                      | Veja Devoniano |
| Pridoli                      | 423 a 419,2 milhões de anos atrás    | 3.8                       | Nomeado em homenagem à reserva natural Homolka a Přídolí, perto de Praga, República Tcheca                                                                            |
| Ludlow                       | 427,4 a 423 milhões de anos atrás    | 4.4                       | Nomeado em homenagem Ludlow, Inglaterra |
| Wenlock                      | 433,4 a 427,4 milhões de anos atrás  | 6                         | Nomeado para o Wenlock Edge em Shropshire, Inglaterra |
| Llandovery                   | 443,8 a 433,4 milhões de anos atrás  | 10.4                      | Nomeado após Llandovery, País de Gales |
| Ordoviciano Superior         | 458,4 a 443,8 milhões de anos atrás  | 14.6                      | Veja Ordoviciano |
| Ordoviciano Médio            | 470 a 458,4 milhões de anos atrás    | 11.6                      | Veja Ordoviciano |
| Ordoviciano Inferior         | 485,4 a 470 milhões de anos atrás    | 15.4                      | Veja Ordoviciano |
| Furônguico                   | 497 a 485,4 milhões de anos atrás    | 11.6                      | Do mandarim 芙蓉 (fúróng) 'lótus', referindo-se ao símbolo do estado de Hunão                                                                                         |
| Miaolínguico                 | 509 a 497 milhões de anos atrás      | 12                        | Nomeado em homenagem às montanhas Miaoling [zh] de Guizhou, mandarim para 'picos brotando'                                                                            |
| Cambriano Série 2 (informal) | 521 a 509 milhões de anos atrás      | 12                        | Veja Cambriano |
| Terranóvico                  | 541 a 521 milhões de anos atrás      | 20                        | Nomeado em homenagem a Terra Nova, uma calque francesa de Terra Nova e Labrador                                                                                       |

## História da escala de tempo geológico

### História antiga
A escala de tempo geológica mais moderna não foi formulada até 1911 por Arthur Holmes (1890 – 1965), que se inspirou em James Hutton (1726–1797), um geólogo escocês que apresentou a ideia do uniformitarismo ou a teoria de que as mudanças na crosta terrestre resultaram de processos contínuos e uniformes. O conceito mais amplo da relação entre as rochas e o tempo remonta (pelo menos) aos filósofos da Grécia Antiga de 1200 a.C. a 600 d.C. Xenófanes de Colofão (c. 570-487 a.C.) observou leitos rochosos com fósseis de conchas localizadas acima do nível do mar, viu-os como organismos outrora vivos e usou isso para sugerir uma relação instável em que o mar às vezes transgredia a terra e outras vezes regredia. Esta visão foi compartilhada por alguns estudiosos de Xenófanes e pelos que se seguiram, incluindo Aristóteles (384-322 a.C.), que (com observações adicionais) argumentou que as posições da terra e do mar haviam mudado ao longo de longos períodos de tempo. O conceito de tempo profundo também foi reconhecido pelo naturalista chinês Shen Kuo (1031–1095) e por cientistas-filósofos islâmicos, notadamente os Irmãos da Pureza, que escreveram sobre os processos de estratificação ao longo da passagem do tempo em seus tratados. Seu trabalho provavelmente inspirou o do polímata persa do século II, Avicena (Ibn Sînâ, 980–1037), que escreveu em O Livro da Cura (1027) sobre o conceito de estratificação e superposição, anterior a Nicolas Steno em mais de seis séculos. Avicena também reconheceu os fósseis como "petrificações dos corpos de plantas e animais", com o bispo dominicano do século XIII, Alberto Magno (c. 1200-1280), que se baseou na filosofia natural de Aristóteles, estendendo-a a uma teoria de um fluido petrificante. Estas obras pareciam ter pouca influência sobre os estudiosos da Europa Medieval que recorreram à Bíblia para explicar as origens dos fósseis e das mudanças no nível do mar, muitas vezes atribuindo-as ao Dilúvio, incluindo Ristoro d'Arezzo em 1282. Somente no Renascimento Italiano é que Leonardo da Vinci (1452-1519) revigorou as relações entre estratificação, mudança relativa do nível do mar e tempo, denunciando a atribuição de fósseis ao Dilúvio:

Da estupidez e da ignorância daqueles que imaginam que estas criaturas foram levadas para lugares tão distantes do mar pelo Dilúvio... Por que encontramos tantos fragmentos e conchas inteiras entre as diferentes camadas de pedra, a menos que estivessem na costa e tivessem sido cobertos pela terra recentemente lançada pelo mar e que depois ficou petrificada? E se o dilúvio acima mencionado as tivesse levado do mar para esses lugares, encontraríamos as conchas apenas na borda de uma camada de rocha, e não na borda de muitas onde se podem contar os invernos dos anos durante os quais o mar multiplicou as camadas de areia e lama trazidas pelos rios vizinhos e as espalhou pelas suas margens. E se você quiser dizer que deve ter havido muitos dilúvios para produzir essas camadas e as conchas entre elas, seria então necessário afirmar que tal dilúvio ocorreu todos os anos.

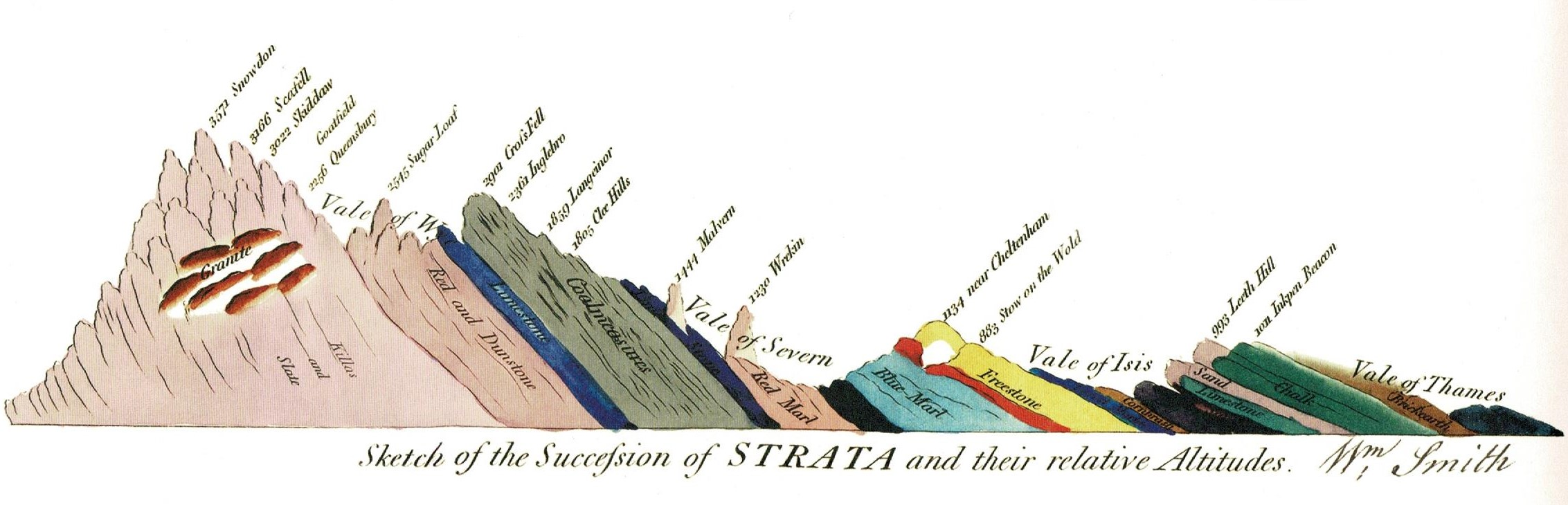
Esboço da sucessão de estratos e suas altitudes relativas (William Smith)

Estas opiniões de Da Vinci permaneceram inéditas, e portanto, careciam de influência na época; no entanto, questões sobre os fósseis e seu significado foram perseguidas, e embora as opiniões contra a Gênesis não fossem prontamente aceitas e a dissidência da doutrina religiosa fosse em alguns lugares imprudente, estudiosos como Girolamo Fracastoro compartilhavam as opiniões de da Vinci e consideravam absurda a atribuição de fósseis ao Dilúvio. Embora muitas teorias em torno da filosofia e dos conceitos de rochas tenham sido desenvolvidas em anos anteriores, "as primeiras tentativas sérias de formular uma escala de tempo geológica que pudesse ser aplicada em qualquer lugar da Terra foram feitas no final do século XVIII". Mais tarde, no século XIX, os acadêmicos desenvolveram ainda mais teorias sobre estratificação. William Smith, muitas vezes referido como o "Pai da Geologia" desenvolveu teorias por meio de observações, em vez de basear-se nos estudiosos que vieram antes dele. O trabalho de Smith baseou-se principalmente em seu estudo detalhado de camadas rochosas e fósseis durante sua época e ele criou "o primeiro mapa a representar tantas formações rochosas em uma área tão grande". Depois de estudar as camadas rochosas e os fósseis que elas continham, Smith concluiu que cada camada de rocha continha material distinto que poderia ser usado para identificar e correlacionar camadas rochosas em diferentes regiões do mundo. Smith desenvolveu o conceito de sucessão faunística ou a ideia de que os fósseis podem servir como um marcador para a idade dos estratos em que são encontrados e publicou as suas ideias no seu livro de 1816, "Estratos identificados por fósseis organizados".

### Estabelecimento de princípios primários
Niels Stensen, mais comumente conhecido como Nicolas Steno (1638-1686), é responsável por estabelecer quatro dos princípios orientadores da estratigrafia. Em "De solido intra solidum naturaliter contento dissertationis prodromus" Steno afirma:

- Quando qualquer estrato estava sendo formado, toda a matéria que repousava sobre ele era fluida e, portanto, quando o estrato inferior estava sendo formado, nenhum dos estratos superiores existia.
- ... estratos que são perpendiculares ao horizonte ou inclinados a ele já foram paralelos ao horizonte.
- Quando qualquer estrato estava sendo formado, ele era cercado em suas bordas por outra substância sólida ou cobria todo o globo terrestre. Consequentemente, segue-se que onde quer que sejam vistas as bordas nuas dos estratos, ou uma continuação dos mesmos estratos deve ser procurada ou deve ser encontrada outra substância sólida que impeça a dispersão do material dos estratos.
- Se um corpo ou descontinuidade atravessa um estrato, ele deve ter se formado depois desse estrato.

Respectivamente, estes são os princípios da superposição, horizontalidade original, continuidade lateral e relações transversais. A partir disso, Steno raciocinou que os estratos foram estabelecidos em sucessão e inferiu o tempo relativo (na crença de Steno, tempo a partir do Criação). Embora os princípios de Steno fossem simples e atraíssem muita atenção, aplicá-los revelou-se um desafio. Estes princípios básicos, embora com interpretações melhoradas e mais matizadas, ainda constituem os princípios fundamentais para determinar a correlação dos estratos em relação ao tempo geológico.
Ao longo do século XVIII, os geólogos perceberam que:
- Sequências de estratos muitas vezes ficam erodidas, distorcidas, inclinadas ou mesmo invertidas após a deposição
- Estratos estabelecidos ao mesmo tempo em diferentes áreas poderiam ter aparências inteiramente diferentes
- Os estratos de qualquer área representaram apenas parte da longa história da Terra

### Formulação de tempo geológico
A aparente e mais antiga divisão formal do registro geológico em relação ao tempo foi introduzida durante a era dos modelos bíblicos por Thomas Burnet, que aplicou uma terminologia dupla às montanhas, identificando "montes primarii" para a rocha formada na época do Dilúvio, e os mais jovens "monticulos secundarios" formados posteriormente a partir dos destroços do "primarii". Anton Moro (1687–1784) também usou divisões primárias e secundárias para unidades rochosas, mas seu mecanismo era vulcânico. Nesta versão inicial da teoria do Plutonismo, o interior da Terra era visto como quente, e isso levou à criação de rochas ígneas e metamórficas primárias e rochas secundárias formaram sedimentos contorcidos e fossilíferos. Essas divisões primárias e secundárias foram expandidas por Giovanni Targioni Tozzetti (1712–1783) e Giovanni Arduino (1713–1795) para incluir divisões terciárias e quaternárias. Essas divisões foram usadas para descrever tanto o tempo durante o qual as rochas foram depositadas quanto a própria coleção de rochas (ou seja, era correto dizer rochas terciárias e período Terciário). Apenas a divisão Quaternária é mantida na escala de tempo geológica moderna, enquanto a divisão Terciária esteve em uso até o início do século XXI. As teorias do Netunismo e do Plutonismo competiriam no início do século XIX com um impulsionador chave para a resolução deste debate sendo o trabalho de James Hutton (1726-1797), em particular sua Teoria da Terra, apresentada pela primeira vez perante a Sociedade Real de Edimburgo em 1785. A teoria de Hutton mais tarde ficaria conhecida como uniformitarismo, popularizada por John Playfair (1748–1819) e mais tarde Charles Lyell (1797–1875) em seu Princípios de Geologia. Suas teorias contestaram fortemente a idade de 6.000 anos da Terra, conforme sugerido, determinado por James Ussher através da cronologia bíblica que foi aceita na época pela religião ocidental. Em vez disso, utilizando provas geológicas, contestaram que a Terra era muito mais antiga, consolidando o conceito de tempo profundo.
Durante o início do século XIX, William Smith, Georges Cuvier, Jean d'Omalius d'Halloy e Alexandre Brongniart foram os pioneiros na divisão sistemática de rochas por estratigrafia e assembleias fósseis. Estes geólogos começaram a usar os nomes locais dados às unidades rochosas num sentido mais amplo, correlacionando estratos através das fronteiras nacionais e continentais com base na sua semelhança entre si. Muitos dos nomes abaixo da classificação eratema/era em uso no moderno CCI/ETG foram determinados durante o início até meados do século XIX.

### O advento da geocronometria

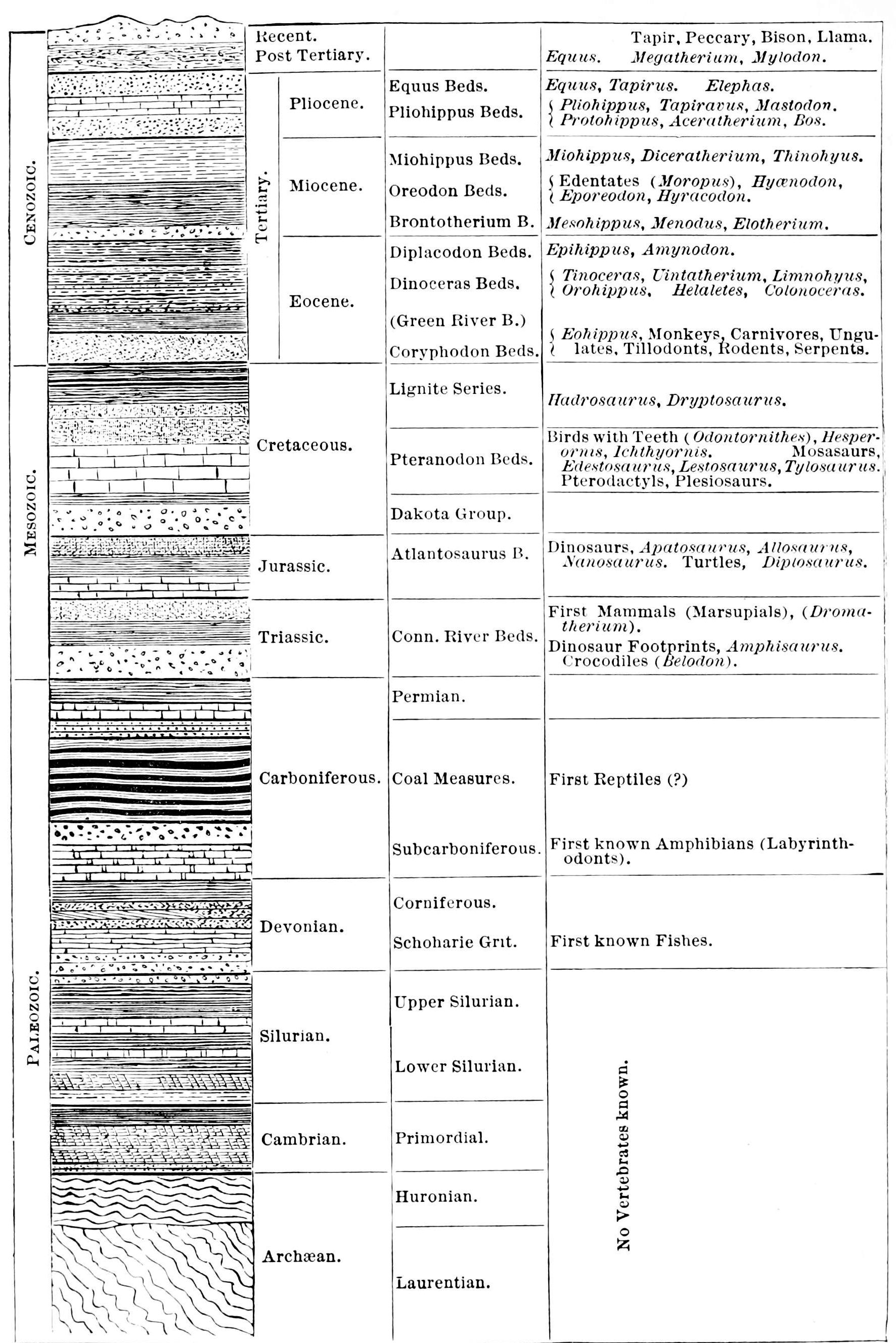
Tabela geológica da crusta terrestre e da vida usada entre 1877 e 1878.

Durante o século XIX, o debate sobre a idade da Terra foi renovado, com geólogos estimando idades com base em taxas de desnudação e espessuras sedimentares ou química dos oceanos, e físicos determinando idades para o resfriamento da Terra ou do Sol usando termodinâmica básica ou física orbital. Essas estimativas variaram de 15 bilhões de anos a 0,075 milhões de anos dependendo do método e do autor, mas as estimativas de Senhor Kelvin e Clarence King foram tidas em alta conta na época devido à sua preeminência em física e geologia. Todas essas primeiras determinações geocronométricas mais tarde se mostrariam incorretas.
A descoberta do decaimento radioativo por Henri Becquerel, Marie Curie e Pierre Curie lançou as bases para a datação radiométrica, mas o conhecimento e as ferramentas necessárias para a determinação precisa das idades radiométricas não estariam disponíveis até meados da década de 1950. As primeiras tentativas de determinar idades de minerais e rochas de urânio por Ernest Rutherford, Bertram Boltwood, Robert Strutt e Arthur Holmes culminariam no que são consideradas as primeiras escalas de tempo geológicas internacionais por Holmes em 1911 e 1913. A descoberta de isótopos em 1913 por Frederick Soddy, e os desenvolvimentos em espectrometria de massa iniciados por Francis William Aston, Arthur Jeffrey Dempster e Alfred O. C. Nier durante o início a meados do século XX finalmente permitiriam a determinação precisa das idades radiométricas, com Holmes publicando várias revisões de sua escala de tempo geológica com sua versão final em 1960.

### Escala de tempo geológico internacional moderna
O estabelecimento do UICG em 1961 e aceitação da Comissão sobre Estratigrafia (aplicada em 1965) tornar-se membro da comissão do UICG levou à fundação do CIE. Um dos objetivos principais do ICS é "o estabelecimento, publicação e revisão da Carta Cronostratigráfica Internacional do CCI, que é a escala de tempo geológico global padrão e de referência para incluir as decisões ratificadas da Comissão".
Seguindo Holmes, vários livros Uma Escala de Tempo Geológico foram publicados em 1982, 1989, 2004, 2008, 2012, 2016, e 2020. No entanto, desde 2013, o CIE assumiu a responsabilidade pela produção e distribuição do CCI, citando a natureza comercial, a criação independente e a falta de supervisão por parte do CIE nas versões ETG publicadas anteriormente (livros ETG anteriores a 2013), embora estas versões tenham sido publicadas em estreita associação com o CIE. Livros subsequentes da Escala de Tempo Geológico (2016 e 2020) são publicações comerciais sem supervisão do CIE e não estão totalmente em conformidade com o gráfico produzido pelo CIE. Os gráficos ETG produzidos pelo CIE são versionados (ano/mês) a partir de v2013/01. Pelo menos uma nova versão é publicada a cada ano incorporando quaisquer alterações ratificadas pelo CIE desde a versão anterior.
| Éontema/Éon                         | Eratema/Era       | Sistema/Período | Série/Época          | Andar/Idade    | Início (Ma) |
| ----------------------------------- | ----------------- | --------------- | -------------------- | -------------- | ----------- |
| Fanerozoico                         | Cenozoico         | Quaternário     | Holoceno             | Megalaiano     | 0           |
| Fanerozoico                         | Cenozoico         | Quaternário     | Holoceno             | Megalaiano     | 0.0042      |
| Fanerozoico                         | Cenozoico         | Quaternário     | Holoceno             | Nortegripiano  |             |
| Fanerozoico                         | Cenozoico         | Quaternário     | Holoceno             | 0.0082         |             |
| Fanerozoico                         | Cenozoico         | Quaternário     | Holoceno             | Gronelandês    |             |
| Fanerozoico                         | Cenozoico         | Quaternário     | Holoceno             | 0.0117         |             |
| Fanerozoico                         | Cenozoico         | Quaternário     | Pleistoceno          | Tarentiano     |             |
| Fanerozoico                         | Cenozoico         | Quaternário     | Pleistoceno          | Tarentiano     | 0.129       |
| Fanerozoico                         | Cenozoico         | Quaternário     | Pleistoceno          | Chibaniano     |             |
| Fanerozoico                         | Cenozoico         | Quaternário     | Pleistoceno          | 0.774          |             |
| Fanerozoico                         | Cenozoico         | Quaternário     | Pleistoceno          | Calabriano     |             |
| Fanerozoico                         | Cenozoico         | Quaternário     | Pleistoceno          | 1.80           |             |
| Fanerozoico                         | Cenozoico         | Quaternário     | Pleistoceno          | Gelasiano      |             |
| Fanerozoico                         | Cenozoico         | Quaternário     | Pleistoceno          | 2.58           |             |
| Fanerozoico                         | Cenozoico         | Neogeno         | Plioceno             | Placenciano    |             |
| Fanerozoico                         | Cenozoico         | Neogeno         | Plioceno             | Placenciano    | 3.60        |
| Fanerozoico                         | Cenozoico         | Neogeno         | Plioceno             | Zancliano      |             |
| Fanerozoico                         | Cenozoico         | Neogeno         | Plioceno             | 5.333          |             |
| Fanerozoico                         | Cenozoico         | Neogeno         | Mioceno              | Messiniano     |             |
| Fanerozoico                         | Cenozoico         | Neogeno         | Mioceno              | Messiniano     | 7.246       |
| Fanerozoico                         | Cenozoico         | Neogeno         | Mioceno              | Tortoniano     |             |
| Fanerozoico                         | Cenozoico         | Neogeno         | Mioceno              | 11.63          |             |
| Fanerozoico                         | Cenozoico         | Neogeno         | Mioceno              | Serravaliano   |             |
| Fanerozoico                         | Cenozoico         | Neogeno         | Mioceno              | 13.82          |             |
| Fanerozoico                         | Cenozoico         | Neogeno         | Mioceno              | Languiano      |             |
| Fanerozoico                         | Cenozoico         | Neogeno         | Mioceno              | 15.97          |             |
| Fanerozoico                         | Cenozoico         | Neogeno         | Mioceno              | Burdigaliano   |             |
| Fanerozoico                         | Cenozoico         | Neogeno         | Mioceno              | 20.44          |             |
| Fanerozoico                         | Cenozoico         | Neogeno         | Mioceno              | Aquitaniano    |             |
| Fanerozoico                         | Cenozoico         | Neogeno         | Mioceno              | 23.03          |             |
| Fanerozoico                         | Cenozoico         | Paleogeno       | Oligoceno            | Catiano        |             |
| Fanerozoico                         | Cenozoico         | Paleogeno       | Oligoceno            | Catiano        | 28.1        |
| Fanerozoico                         | Cenozoico         | Paleogeno       | Oligoceno            | Rupeliano      |             |
| Fanerozoico                         | Cenozoico         | Paleogeno       | Oligoceno            | 33.9           |             |
| Fanerozoico                         | Cenozoico         | Paleogeno       | Eoceno               | Priaboniano    |             |
| Fanerozoico                         | Cenozoico         | Paleogeno       | Eoceno               | Priaboniano    | 37.8        |
| Fanerozoico                         | Cenozoico         | Paleogeno       | Eoceno               | Bartoniano     |             |
| Fanerozoico                         | Cenozoico         | Paleogeno       | Eoceno               | 41.2           |             |
| Fanerozoico                         | Cenozoico         | Paleogeno       | Eoceno               | Luteciano      |             |
| Fanerozoico                         | Cenozoico         | Paleogeno       | Eoceno               | 47.8           |             |
| Fanerozoico                         | Cenozoico         | Paleogeno       | Eoceno               | Ipresiano      |             |
| Fanerozoico                         | Cenozoico         | Paleogeno       | Eoceno               | 56.0           |             |
| Fanerozoico                         | Cenozoico         | Paleogeno       | Paleoceno            | Tanetiano      |             |
| Fanerozoico                         | Cenozoico         | Paleogeno       | Paleoceno            | Tanetiano      | 59.2        |
| Fanerozoico                         | Cenozoico         | Paleogeno       | Paleoceno            | Selandiano     |             |
| Fanerozoico                         | Cenozoico         | Paleogeno       | Paleoceno            | 61.6           |             |
| Fanerozoico                         | Cenozoico         | Paleogeno       | Paleoceno            | Daniano        |             |
| Fanerozoico                         | Cenozoico         | Paleogeno       | Paleoceno            | 66.0           |             |
| Fanerozoico                         | Mesozoico         | Cretáceo        | Cretáceo Superior    | Maastrichtiano |             |
| Fanerozoico                         | Mesozoico         | Cretáceo        | Cretáceo Superior    | Maastrichtiano | 72.1        |
| Fanerozoico                         | Mesozoico         | Cretáceo        | Cretáceo Superior    | Campaniano     |             |
| Fanerozoico                         | Mesozoico         | Cretáceo        | Cretáceo Superior    | 83.6           |             |
| Fanerozoico                         | Mesozoico         | Cretáceo        | Cretáceo Superior    | Santoniano     |             |
| Fanerozoico                         | Mesozoico         | Cretáceo        | Cretáceo Superior    | 86.3           |             |
| Fanerozoico                         | Mesozoico         | Cretáceo        | Cretáceo Superior    | Coniaciano     |             |
| Fanerozoico                         | Mesozoico         | Cretáceo        | Cretáceo Superior    | 89.8           |             |
| Fanerozoico                         | Mesozoico         | Cretáceo        | Cretáceo Superior    | Turoniano      |             |
| Fanerozoico                         | Mesozoico         | Cretáceo        | Cretáceo Superior    | 93.9           |             |
| Fanerozoico                         | Mesozoico         | Cretáceo        | Cretáceo Superior    | Cenomaniano    |             |
| Fanerozoico                         | Mesozoico         | Cretáceo        | Cretáceo Superior    | 100.5          |             |
| Fanerozoico                         | Mesozoico         | Cretáceo        | Cretáceo Inferior    | Albiano        |             |
| Fanerozoico                         | Mesozoico         | Cretáceo        | Cretáceo Inferior    | Albiano        | 113.0       |
| Fanerozoico                         | Mesozoico         | Cretáceo        | Cretáceo Inferior    | Aptiano        |             |
| Fanerozoico                         | Mesozoico         | Cretáceo        | Cretáceo Inferior    | 125.0          |             |
| Fanerozoico                         | Mesozoico         | Cretáceo        | Cretáceo Inferior    | Barremiano     |             |
| Fanerozoico                         | Mesozoico         | Cretáceo        | Cretáceo Inferior    | 129.4          |             |
| Fanerozoico                         | Mesozoico         | Cretáceo        | Cretáceo Inferior    | Hauteriviano   |             |
| Fanerozoico                         | Mesozoico         | Cretáceo        | Cretáceo Inferior    | 132.9          |             |
| Fanerozoico                         | Mesozoico         | Cretáceo        | Cretáceo Inferior    | Valanginiano   |             |
| Fanerozoico                         | Mesozoico         | Cretáceo        | Cretáceo Inferior    | 139.8          |             |
| Fanerozoico                         | Mesozoico         | Cretáceo        | Cretáceo Inferior    | Berriasiano    |             |
| Fanerozoico                         | Mesozoico         | Cretáceo        | Cretáceo Inferior    | 145.0          |             |
| Fanerozoico                         | Mesozoico         | Jurássico       | Jurássico Superior   | Titoniano      |             |
| Fanerozoico                         | Mesozoico         | Jurássico       | Jurássico Superior   | Titoniano      | 152.1       |
| Fanerozoico                         | Mesozoico         | Jurássico       | Jurássico Superior   | Kimeridgiano   |             |
| Fanerozoico                         | Mesozoico         | Jurássico       | Jurássico Superior   | 157.3          |             |
| Fanerozoico                         | Mesozoico         | Jurássico       | Jurássico Superior   | Oxfordiano     |             |
| Fanerozoico                         | Mesozoico         | Jurássico       | Jurássico Superior   | 163.5          |             |
| Fanerozoico                         | Mesozoico         | Jurássico       | Jurássico Médio      | Caloviano      |             |
| Fanerozoico                         | Mesozoico         | Jurássico       | Jurássico Médio      | Caloviano      | 166.1       |
| Fanerozoico                         | Mesozoico         | Jurássico       | Jurássico Médio      | Batoniano      |             |
| Fanerozoico                         | Mesozoico         | Jurássico       | Jurássico Médio      | 168.3          |             |
| Fanerozoico                         | Mesozoico         | Jurássico       | Jurássico Médio      | Bajociano      |             |
| Fanerozoico                         | Mesozoico         | Jurássico       | Jurássico Médio      | 170.3          |             |
| Fanerozoico                         | Mesozoico         | Jurássico       | Jurássico Médio      | Aaleniano      |             |
| Fanerozoico                         | Mesozoico         | Jurássico       | Jurássico Médio      | 174.1          |             |
| Fanerozoico                         | Mesozoico         | Jurássico       | Jurássico Inferior   | Toarciano      |             |
| Fanerozoico                         | Mesozoico         | Jurássico       | Jurássico Inferior   | Toarciano      | 183.0       |
| Fanerozoico                         | Mesozoico         | Jurássico       | Jurássico Inferior   | Pliensbaquiano |             |
| Fanerozoico                         | Mesozoico         | Jurássico       | Jurássico Inferior   | 190.8          |             |
| Fanerozoico                         | Mesozoico         | Jurássico       | Jurássico Inferior   | Sinemuriano    |             |
| Fanerozoico                         | Mesozoico         | Jurássico       | Jurássico Inferior   | 199.3          |             |
| Fanerozoico                         | Mesozoico         | Jurássico       | Jurássico Inferior   | Hetangiano     |             |
| Fanerozoico                         | Mesozoico         | Jurássico       | Jurássico Inferior   | 201.3          |             |
| Fanerozoico                         | Mesozoico         | Triássico       | Triássico Superior   | Reciano        |             |
| Fanerozoico                         | Mesozoico         | Triássico       | Triássico Superior   | Reciano        | 208.5       |
| Fanerozoico                         | Mesozoico         | Triássico       | Triássico Superior   | Noriano        |             |
| Fanerozoico                         | Mesozoico         | Triássico       | Triássico Superior   | 228            |             |
| Fanerozoico                         | Mesozoico         | Triássico       | Triássico Superior   | Carniano       |             |
| Fanerozoico                         | Mesozoico         | Triássico       | Triássico Superior   | 235            |             |
| Fanerozoico                         | Mesozoico         | Triássico       | Triássico Médio      | Ladiniano      |             |
| Fanerozoico                         | Mesozoico         | Triássico       | Triássico Médio      | Ladiniano      | 242         |
| Fanerozoico                         | Mesozoico         | Triássico       | Triássico Médio      | Anisiano       |             |
| Fanerozoico                         | Mesozoico         | Triássico       | Triássico Médio      | 247.2          |             |
| Fanerozoico                         | Mesozoico         | Triássico       | Triássico Inferior   | Olenequiano    |             |
| Fanerozoico                         | Mesozoico         | Triássico       | Triássico Inferior   | Olenequiano    | 251.2       |
| Fanerozoico                         | Mesozoico         | Triássico       | Triássico Inferior   | Indiano        |             |
| Fanerozoico                         | Mesozoico         | Triássico       | Triássico Inferior   | 252.2          |             |
| Fanerozoico                         | Paleozoico        | Permiano        | Lopinguiano          | Changxinguiano |             |
| Fanerozoico                         | Paleozoico        | Permiano        | Lopinguiano          | Changxinguiano | 254.2       |
| Fanerozoico                         | Paleozoico        | Permiano        | Lopinguiano          | Wujiapinguiano |             |
| Fanerozoico                         | Paleozoico        | Permiano        | Lopinguiano          | 259.9          |             |
| Fanerozoico                         | Paleozoico        | Permiano        | Guadalupiano         | Capitaniano    |             |
| Fanerozoico                         | Paleozoico        | Permiano        | Guadalupiano         | Capitaniano    | 265.1       |
| Fanerozoico                         | Paleozoico        | Permiano        | Guadalupiano         | Wordiano       |             |
| Fanerozoico                         | Paleozoico        | Permiano        | Guadalupiano         | 268.8          |             |
| Fanerozoico                         | Paleozoico        | Permiano        | Guadalupiano         | Roadiano       |             |
| Fanerozoico                         | Paleozoico        | Permiano        | Guadalupiano         | 272.3          |             |
| Fanerozoico                         | Paleozoico        | Permiano        | Cisuraliano          | Kunguriano     |             |
| Fanerozoico                         | Paleozoico        | Permiano        | Cisuraliano          | Kunguriano     | 279.3       |
| Fanerozoico                         | Paleozoico        | Permiano        | Cisuraliano          | Artinsquiano   |             |
| Fanerozoico                         | Paleozoico        | Permiano        | Cisuraliano          | 290.1          |             |
| Fanerozoico                         | Paleozoico        | Permiano        | Cisuraliano          | Sacmariano     |             |
| Fanerozoico                         | Paleozoico        | Permiano        | Cisuraliano          | 295.5          |             |
| Fanerozoico                         | Paleozoico        | Permiano        | Cisuraliano          | Asseliano      |             |
| Fanerozoico                         | Paleozoico        | Permiano        | Cisuraliano          | 298.9          |             |
| Fanerozoico                         | Paleozoico        | Carbonífero     | Pansilvaniano        | Gjeliano       |             |
| Fanerozoico                         | Paleozoico        | Carbonífero     | Pansilvaniano        | Gjeliano       | 303.7       |
| Fanerozoico                         | Paleozoico        | Carbonífero     | Pansilvaniano        | Casimoviano    |             |
| Fanerozoico                         | Paleozoico        | Carbonífero     | Pansilvaniano        | 307.0          |             |
| Fanerozoico                         | Paleozoico        | Carbonífero     | Pansilvaniano        | Moscoviano     |             |
| Fanerozoico                         | Paleozoico        | Carbonífero     | Pansilvaniano        | 315.2          |             |
| Fanerozoico                         | Paleozoico        | Carbonífero     | Pansilvaniano        | Basquiriano    |             |
| Fanerozoico                         | Paleozoico        | Carbonífero     | Pansilvaniano        | 323.2          |             |
| Fanerozoico                         | Paleozoico        | Carbonífero     | Mississipiano        | Serpucoviano   |             |
| Fanerozoico                         | Paleozoico        | Carbonífero     | Mississipiano        | Serpucoviano   | 330.9       |
| Fanerozoico                         | Paleozoico        | Carbonífero     | Mississipiano        | Viseiano       |             |
| Fanerozoico                         | Paleozoico        | Carbonífero     | Mississipiano        | 346.7          |             |
| Fanerozoico                         | Paleozoico        | Carbonífero     | Mississipiano        | Turnaciano     |             |
| Fanerozoico                         | Paleozoico        | Carbonífero     | Mississipiano        | 358.9          |             |
| Fanerozoico                         | Paleozoico        | Devoniano       | Devoniano Superior   | Fameniano      |             |
| Fanerozoico                         | Paleozoico        | Devoniano       | Devoniano Superior   | Fameniano      | 372.2       |
| Fanerozoico                         | Paleozoico        | Devoniano       | Devoniano Superior   | Frasniano      |             |
| Fanerozoico                         | Paleozoico        | Devoniano       | Devoniano Superior   | 382.7          |             |
| Fanerozoico                         | Paleozoico        | Devoniano       | Devoniano Médio      | Givetiano      |             |
| Fanerozoico                         | Paleozoico        | Devoniano       | Devoniano Médio      | Givetiano      | 387.7       |
| Fanerozoico                         | Paleozoico        | Devoniano       | Devoniano Médio      | Eifeliano      |             |
| Fanerozoico                         | Paleozoico        | Devoniano       | Devoniano Médio      | 393.3          |             |
| Fanerozoico                         | Paleozoico        | Devoniano       | Devoniano Superior   | Emsiano        |             |
| Fanerozoico                         | Paleozoico        | Devoniano       | Devoniano Superior   | Emsiano        | 407.6       |
| Fanerozoico                         | Paleozoico        | Devoniano       | Devoniano Superior   | Pragiano       |             |
| Fanerozoico                         | Paleozoico        | Devoniano       | Devoniano Superior   | 410.8          |             |
| Fanerozoico                         | Paleozoico        | Devoniano       | Devoniano Superior   | Lochkoviano    |             |
| Fanerozoico                         | Paleozoico        | Devoniano       | Devoniano Superior   | 419.2          |             |
| Fanerozoico                         | Paleozoico        | Siluriano       | Pridoli              | Pridoli        |             |
| Fanerozoico                         | Paleozoico        | Siluriano       | Pridoli              | Pridoli        | 423.0       |
| Fanerozoico                         | Paleozoico        | Siluriano       | Ludlow               | Ludfordiano    |             |
| Fanerozoico                         | Paleozoico        | Siluriano       | Ludlow               | Ludfordiano    | 425.6       |
| Fanerozoico                         | Paleozoico        | Siluriano       | Ludlow               | Gorstiano      |             |
| Fanerozoico                         | Paleozoico        | Siluriano       | Ludlow               | 427.4          |             |
| Fanerozoico                         | Paleozoico        | Siluriano       | Wenlock              | Homeriano      |             |
| Fanerozoico                         | Paleozoico        | Siluriano       | Wenlock              | Homeriano      | 430.5       |
| Fanerozoico                         | Paleozoico        | Siluriano       | Wenlock              | Sheinwoodiano  |             |
| Fanerozoico                         | Paleozoico        | Siluriano       | Wenlock              | 433.4          |             |
| Fanerozoico                         | Paleozoico        | Siluriano       | Llandovery           | Teliquiano     |             |
| Fanerozoico                         | Paleozoico        | Siluriano       | Llandovery           | Teliquiano     | 438.5       |
| Fanerozoico                         | Paleozoico        | Siluriano       | Llandovery           | Aeroniano      |             |
| Fanerozoico                         | Paleozoico        | Siluriano       | Llandovery           | 440.8          |             |
| Fanerozoico                         | Paleozoico        | Siluriano       | Llandovery           | Rudaniano      |             |
| Fanerozoico                         | Paleozoico        | Siluriano       | Llandovery           | 443.4          |             |
| Fanerozoico                         | Paleozoico        | Ordoviciano     | Ordoviciano Superior | Hirnantiano    |             |
| Fanerozoico                         | Paleozoico        | Ordoviciano     | Ordoviciano Superior | Hirnantiano    | 445.2       |
| Fanerozoico                         | Paleozoico        | Ordoviciano     | Ordoviciano Superior | Katiano        |             |
| Fanerozoico                         | Paleozoico        | Ordoviciano     | Ordoviciano Superior | 453.0          |             |
| Fanerozoico                         | Paleozoico        | Ordoviciano     | Ordoviciano Superior | Sandbiano      |             |
| Fanerozoico                         | Paleozoico        | Ordoviciano     | Ordoviciano Superior | 458.4          |             |
| Fanerozoico                         | Paleozoico        | Ordoviciano     | Ordoviciano Médio    | Darriwiliano   |             |
| Fanerozoico                         | Paleozoico        | Ordoviciano     | Ordoviciano Médio    | Darriwiliano   | 467.3       |
| Fanerozoico                         | Paleozoico        | Ordoviciano     | Ordoviciano Médio    | Dapinguiano    |             |
| Fanerozoico                         | Paleozoico        | Ordoviciano     | Ordoviciano Médio    | 470.0          |             |
| Fanerozoico                         | Paleozoico        | Ordoviciano     | Ordoviciano Inferior | Floiano        |             |
| Fanerozoico                         | Paleozoico        | Ordoviciano     | Ordoviciano Inferior | Floiano        | 477.7       |
| Fanerozoico                         | Paleozoico        | Ordoviciano     | Ordoviciano Inferior | Tremadociano   |             |
| Fanerozoico                         | Paleozoico        | Ordoviciano     | Ordoviciano Inferior | 485.4          |             |
| Fanerozoico                         | Paleozoico        | Cambriano       | Furônguico           | Estágio 10     |             |
| Fanerozoico                         | Paleozoico        | Cambriano       | Furônguico           | Estágio 10     | 489.5       |
| Fanerozoico                         | Paleozoico        | Cambriano       | Furônguico           | Jiangxaniano   |             |
| Fanerozoico                         | Paleozoico        | Cambriano       | Furônguico           | 494            |             |
| Fanerozoico                         | Paleozoico        | Cambriano       | Furônguico           | Paibiano       |             |
| Fanerozoico                         | Paleozoico        | Cambriano       | Furônguico           | 497            |             |
| Fanerozoico                         | Paleozoico        | Cambriano       | Miaolínguico         | Guzanguiano    |             |
| Fanerozoico                         | Paleozoico        | Cambriano       | Miaolínguico         | Guzanguiano    | 500.5       |
| Fanerozoico                         | Paleozoico        | Cambriano       | Miaolínguico         | Drumiano       |             |
| Fanerozoico                         | Paleozoico        | Cambriano       | Miaolínguico         | 504.5          |             |
| Fanerozoico                         | Paleozoico        | Cambriano       | Miaolínguico         | Wuliuano       |             |
| Fanerozoico                         | Paleozoico        | Cambriano       | Miaolínguico         | 509            |             |
| Fanerozoico                         | Paleozoico        | Cambriano       | Série 2              | Estágio 4      |             |
| Fanerozoico                         | Paleozoico        | Cambriano       | Série 2              | Estágio 4      | 514         |
| Fanerozoico                         | Paleozoico        | Cambriano       | Série 2              | Estágio 3      |             |
| Fanerozoico                         | Paleozoico        | Cambriano       | Série 2              | 521            |             |
| Fanerozoico                         | Paleozoico        | Cambriano       | Terranóvico          | Estádio 2      |             |
| Fanerozoico                         | Paleozoico        | Cambriano       | Terranóvico          | Estádio 2      | 529         |
| Fanerozoico                         | Paleozoico        | Cambriano       | Terranóvico          | Fortuniano     |             |
| Fanerozoico                         | Paleozoico        | Cambriano       | Terranóvico          | 541.0          |             |
| Éon                                 | Era               | Período         | Período              | Período        | Início (Ma) |
| Superéontema/Superéon Pré-Cambriano |                   |                 |                      |                |             |
| Proterozoico                        | Neoproterozoico   | Ediacarano      | Ediacarano           | Ediacarano     | 635         |
| Proterozoico                        | Neoproterozoico   | Criogeniano     |                      |                | 635         |
| Proterozoico                        | Neoproterozoico   | 720             |                      |                |             |
| Proterozoico                        | Neoproterozoico   | Toniano         |                      |                |             |
| Proterozoico                        | Neoproterozoico   | 1000            |                      |                |             |
| Proterozoico                        | Mesoproterozoico  | Esteniano       | Esteniano            | Esteniano      |             |
| Proterozoico                        | Mesoproterozoico  | Esteniano       | Esteniano            | Esteniano      | 1200        |
| Proterozoico                        | Mesoproterozoico  | Ectasiano       |                      |                |             |
| Proterozoico                        | Mesoproterozoico  | 1400            |                      |                |             |
| Proterozoico                        | Mesoproterozoico  | Calimiano       |                      |                |             |
| Proterozoico                        | Mesoproterozoico  | 1600            |                      |                |             |
| Proterozoico                        | Paleoproterozoico | Estateriano     | Estateriano          | Estateriano    |             |
| Proterozoico                        | Paleoproterozoico | Estateriano     | Estateriano          | Estateriano    | 1800        |
| Proterozoico                        | Paleoproterozoico | Orosiriano      |                      |                |             |
| Proterozoico                        | Paleoproterozoico | 2050            |                      |                |             |
| Proterozoico                        | Paleoproterozoico | Riaciano        |                      |                |             |
| Proterozoico                        | Paleoproterozoico | 2300            |                      |                |             |
| Proterozoico                        | Paleoproterozoico | Sideriano       |                      |                |             |
| Proterozoico                        | Paleoproterozoico | 2500            |                      |                |             |
| Arqueano                            | Neoarqueano       | Neoarqueano     | Neoarqueano          | Neoarqueano    |             |
| Arqueano                            | Neoarqueano       | Neoarqueano     | Neoarqueano          | Neoarqueano    | 2800        |
| Arqueano                            | Mesoarqueano      |                 |                      |                |             |
| Arqueano                            | 3200              |                 |                      |                |             |
| Arqueano                            | Paleoarqueano     |                 |                      |                |             |
| Arqueano                            | 3600              |                 |                      |                |             |
| Arqueano                            | Eorqueano         |                 |                      |                |             |
| Arqueano                            | 4000              |                 |                      |                |             |
| Hadeano                             |                   |                 |                      |                |             |
| 4540                                |                   |                 |                      |                |             |

## Linha do tempo gráfica
As cinco linhas do tempo a seguir mostram a escala de tempo geológico em escala. A primeira mostra todo o tempo desde a formação da Terra até o presente, mas dá pouco espaço para a era mais recente. A segunda linha do tempo mostra uma visão ampliada da era mais recente. De forma semelhante, a era mais recente é expandida na terceira linha do tempo, o período mais recente é expandido na quarta linha do tempo e a época mais recente é expandida na quinta linha do tempo.
Na imagem, a modo de exemplo, observe, de cima para baixo:
- O supereón Pré-Cambriano dividida em três éons: Hadeano, Arqueano e Proterozoico;
- O eón Fanerozoico divida em três eras: Paleozoico, Mesozoico e Cenozoico (C.);
- A era Cenozoica dividida em três períodos: Paleogeno, Neogeno e Quaternário (Q.);
- O período Quaternário dividida em duas épocas: Pleistoceno (P.) e Holoceno (H.);
- A época Holocena dividida em três idades: Gronelandês, Nortegripiano e Megalaiano.

## Principais revisões propostas para o CCI

### Proposta de Série/Época do Antropoceno
Sugerido pela primeira vez em 2000, o Antropoceno é uma série/época proposta para o período mais recente da história da Terra. Embora ainda informal, é um termo amplamente utilizado para denotar o atual intervalo de tempo geológico, no qual muitas condições e processos na Terra são profundamente alterados pelo impacto humano. Em abril de 2022, o Antropoceno não foi ratificado pelo CIE; no entanto, em maio de 2019, o Grupo de Trabalho do Antropoceno votou a favor da apresentação de uma proposta formal ao CIE para o estabelecimento da Série/Época do Antropoceno. No entanto, a definição do Antropoceno como um período geológico e não como um evento geológico permanece controversa e difícil.

### Propostas de revisões do cronograma Pré-Criogênico

#### Shields et al. 2021
Um grupo de trabalho internacional do CIE sobre subdivisão cronostratigráfica Pré-Criogênico delineou um modelo para melhorar a escala de tempo geológica Pré-Criogênico com base no registro de rocha para alinhá-la com a escala de tempo geológico Pós-Tônico. Este trabalho avaliou a história geológica dos éons e eras atualmente definidos do Pré-Cambriano, e as propostas dos livros "Escala de Tempo Geológico" de 2004, 2012, e 2020. Suas revisões recomendadas do Pré-Criogênico da
escala de tempo geológico eram (as alterações da escala atual [v2023/09] estão em itálico):
Cronograma Pré-Cambriano proposto (Shield et al. 2021, grupo de trabalho do CIE sobre cronostratigrafia Pré-Criogênico), mostrado em escala:
- Três divisões do Arqueano em vez de quatro, eliminando o Eoarqueano, e revisões em sua definição geocronométrica, juntamente com o reposicionamento do Sidérico no Neoarqueano mais recente, e uma potencial divisão Katiano no Neoarqueano.
  - Arqueano (4000–2450 Ma)
    - Paleoarqueano (4000–3500 Ma)
    - Mesoarqueano (3500–3000 Ma)
    - Neoarqueano (3000–2450 Ma)
      - Katiano (nenhum tempo fixo fornecido, antes do Sidérico) – vem do grego κράτος (krátos) 'força'.
      - Sidérico (?–2450 Ma) – mudou do Proterozoico para o final do Arqueano, sem hora de início fornecida, a base do Paleoproterozoico define o fim do Sidérico
- Refinamento das divisões geocronométricas do Proterozoico, Paleoproterozoico, reposicionamento do Estatérico no Mesoproterozoico, novo período/sistema Escoúrico no Paleoproterozoico, novo período/sistema Kleísico ou Síndico no Neoproterozoico.
  - Paleoproterozoico (2450–1800 Ma)
    - Escoúrico (2450–2300 Ma) – vem do grego σκουριά (skouriá) 'ferrugem'.
    - Riácico (2300–2050 Ma)
    - Orosírico (2050–1800 Ma)

  - Mesoproterozoico (1800–1000 Ma)
    - Estatérico (1800–1600 Ma)
    - Calímico (1600–1400 Ma)
    - Ectásico (1400–1200 Ma)
    - Estênico (1200–1000 Ma)

  - Neoproterozoico (1000–538.8 Ma)[nota 4]
    - Kleísico ou Síndico (1000–800 Ma) – respectivamente do grego κλείσιμο (kleísimo) 'encerramento' e σύνδεση (sýndesi) 'conexão'.
    - Tônico (800–720 Ma)
    - Criogênico (720–635 Ma)
    - Ediacarano (635–538.8 Ma)

Cronograma do Pré-Cambriano proposto (Shield et al. 2021, grupo de trabalho do CIE sobre cronostratigrafia Pré-Criogênico), mostrado em escala:
Linha do tempo Pré-Cambriano da CCI (v2024/12, a partir de janeiro de 2025), mostrada em escala:

#### Van Kranendonk et al. 2012 (ETG de 2012)
O livro, Escala de Tempo Geológico de 2012, foi a última publicação comercial de uma carta cronostratigráfica internacional intimamente associada ao CIE. Incluía uma proposta para revisar substancialmente a escala de tempo Pré-Criogênico para refletir eventos importantes como a formação do Sistema Solar e o Grande Evento de Oxigenação, entre outros, enquanto ao mesmo tempo mantinha a maior parte da nomenclatura cronostratigráfica anterior para o período de tempo pertinente. Em abril de 2022, estas alterações propostas não foram aceites pelo CIE. As alterações propostas (alterações da escala atual [v2023/09]) estão em itálico:
- Éon/Éonotema Hadeano (4567–4030 Ma)
  - Era/Eratema Caotiano (4567–4404 Ma) – o nome aludindo tanto ao caos mitológico quanto à fase caótica da formação do planeta.[67][80][81]
  - Era/Eratema Jack Hillsian ou Zirconia (4404–4030 Ma) – Outros nomes aludem ao cinturão de rochas verdes de Jack Hills, que forneceu os grãos minerais mais antigos da Terra, zircão.[67][80]
- Éon/Éonotema Arqueano (4030–2420 Ma)
  - Era/Eratema Paleoarqueano (4030–3490 Ma)
    - Período/Sistema Acastánico (4030–3810 Ma) – nomeado após o Gnaisse Acasta, um dos mais antigos pedaços preservados da crusta continental.[67][80]
    - Período/Sistema Isuánico (3810–3490 Ma) – nomeado após o Cinturão de Rochas Verdes Isua.[67]

  - Era/Eratema Mesoarqueano (3490–2780 Ma)
    - Período/Sistema Vaalbariano (3490–3020 Ma) – baseado nos nomes dos crátons Kaapvaal (África do Sul) e Pilbara (Austrália Ocidental), para refletir o crescimento de núcleos continentais estáveis ou núcleos proto-crátonicos.[67]
    - Período/Sistema Pongoliano (3020–2780 Ma) – nomeado após o supergrupo Pongola, em referência às evidências bem preservadas de comunidades microbianas terrestres nessas rochas.[67]

  - Era/Eratema Neoarqueano (2780–2420 Ma)
    - Período/Sistema Methaniano (2780–2630 Ma) – nomeado pela predominância inferida de procariontes metanotróficos[67]
    - Período/Sistema Sidérico (2630–2420 Ma) – nomeado devido às volumosas formações ferríferas em faixas formadas dentro de sua duração.[67]
- Éon/Éonotema Proterozoico (2420–538.8 Ma)[nota 4]
  - Era/Eratema Paleoproterozoico (2420–1780 Ma)
    - Período/Sistema Oxigêniano (2420–2250 Ma) – nomeado por exibir a primeira evidência de uma atmosfera oxidante global.[67]
    - Período/Sistema Jatuliano ou Eucarioniano (2250–2060 Ma) – os nomes são respectivamente para δ13C evento de excursão isotópico de Lomagundi – Jatuli abrangendo sua duração, e para (proposto)[82][83] os primeiros fósseis de eucariontes apareceram.[67]
    - Período/Sistema Colúmbico (2060–1780 Ma) – nomeado após o supercontinente Colúmbia.[67]

  - Era/Eratema Mesoproterozoico (1780–850 Ma)
    - Período/Sistema Rodínico (1780–850 Ma) – nomeado após o supercontinente Rodínia, ambiente estável.[67]

Cronograma do Pré-Cambriano proposto (GTS de 2012), mostrado em escala:
Linha do tempo Pré-Cambriano da CCI (v2024/12, a partir de janeiro de 2025), mostrada em escala:

## Tabela do tempo geológico
A tabela a seguir resume os principais eventos e características das divisões que compõem a escala de tempo geológico da Terra. Esta tabela está organizada com os períodos geológicos mais recentes no topo e os mais antigos na parte inferior. A altura de cada entrada da tabela não corresponde à duração de cada subdivisão de tempo. Como tal, esta tabela não está à escala e não representa com precisão os intervalos de tempo relativos de cada unidade geocronológica. Embora o Éon Fanerozoico pareça mais longo que o resto, ele abrange apenas ~539 milhões de anos (~12% da história da Terra), enquanto os três éons anteriores abrangem coletivamente ~3.461 milhões de anos (~76% da história da Terra). Essa tendência em direção ao éon mais recente se deve em parte à relativa falta de informações sobre eventos que ocorreram durante os três primeiros éons em comparação com o éon atual (o Fanerozoico). O uso de subséries/subépocas foi ratificado pelo CIE.
Embora alguns termos regionais ainda estejam em uso, a tabela de tempo geológico está em conformidade com a nomenclatura, idades e códigos de cores estabelecidos pela Comissão Internacional sobre Estratigrafia na Carta Cronostratigráfica Internacional oficial. A Comissão Internacional sobre Estratigrafia também fornece uma versão interativa online deste gráfico. A versão interativa é baseada em um serviço que fornece uma representação legível por máquina do Resource Description Framework/Web Ontology Language da escala de tempo, que está disponível através do projeto GeoSciML da Comissão para o Gerenciamento e Aplicação de Informações Geocientíficas como um serviço e em um ponto final SPARQL.
- Nota (a):  Paleontólogos frequentemente preferem estágios de fauna a períodos geológicos. A nomenclatura dos estágios é um tanto complexa. Para uma excelente lista em ordem cronológica dos estágios de fauna, ver [94]
- Nota (b):  Datas são muito imprecisas, sendo comuns diferenças de alguns poucos pontos percentuais entre várias fontes. Isso é em grande parte devido as incertezas na datação radiométrica e ao fato de que os depósitos adequados à datação raramente ocorrem exatamente nos locais da coluna geológica onde seriam mais úteis. As datas e os erros citados acima estão de acordo com a tabela estratigráfica internacional da Comissão Internacional sobre Estratigrafia (versão 2004). Datas marcadas com um * indicam limites onde um estratótipo de limite foi internacionalmente aceito. Ver List of Global Boundary Stratotype Sections and Points para uma lista completa.
- Nota (c):  Historicamente, o Cenozoico divide-se em Quaternário e Terciário, tanto quanto nos períodos Neogeno e Paleogeno. No entanto, a Comissão Internacional sobre Estratigrafia recentemente decidiu parar de utilizar os termos Quaternário e Terciário como parte da nomenclatura formal.
- Nota (d):  As referências ao "Superéon Pós-Cambriano" não são universalmente aceitas, portanto, devem ser consideradas não oficiais.
- Nota (e):  O início da época do Holoceno é aqui dado como 11.430 anos atrás ± 130 anos (isto é, entre 9.610 a.C. e 9.350 a.C.). Para uma discussão sobre  a datação dessa época, ver Holoceno.
- Nota (f):  Na América do Norte, o Carbonífero é subdividido em dois períodos: Mississippiano e Pensilvaniano.
- Nota (g):  O Pré-Cambriano também é conhecido como Criptozoico.
- Nota (h):  Proterozoico, Arqueano e Hadeano são frequentemente referidos coletivamente como Pré-Cambriano ou Criptozoico.
- Nota (i):  Definido pela idade absoluta (Global Standard Stratigraphic Age, GSSA).
- Nota (j):  Embora de uso corrente, o Hadeano não é formalmente um éon, e nenhum limite inferior para o Arqueano foi acordado. Por vezes o Hadeano também tem sido chamado de Priscoano ou Azoico. Algumas vezes, o Hadeano é subdividido de acordo com a escala de tempo geológico lunar. Essas eras incluem a Críptica e Grupos Basin (que são subdivisões da eras Pré-Netariana), Nectárica e Ímbrica Inferior.
- Nota (k):  Dado que existe pouca ou nenhuma evidência geológica de que a Terra existisse desde o tempo abrangido pelo éon Hadeano, as eras da Lua são utilizadas por pelo menos um trabalho científico notável como subdivisões não oficiais do éon terrestre Hadeano. (W. Harland, R. Armstrong, A. Cox, L. Craig, A. Smith, D. Smith (1990). A Geologic time scale 1989. Cambridge University Press.)